# The Ballads

The Ballads este un album lansat de cântăreața Mariah Carey la sfârșitul anului 2008. Albumul cuprinde 18 dintre baladele de succes ale cântăreței.

## Critici
Allmusic : "Pe scurt, "The ballads" nu este nimic altceva decât o compilație de mari cântece de dragoste, cântate de o mare voce."
Billboard : "Albumul va rămâne în top cu cât ne apropiem mai mult de Valentine's Day, este un cadou perfect."
BlogCritics Magazine : "Acest album este diferit de cele pe care l-a scos Mariah până acum, punându-se mai mult accent pe voce. Nu conține piesele cu tente de hip hop și este mai delicat, îi arată latura cea mai profundă, cea mai bună."

## Lista cântecelor
1. Hero - 4:19
2. Vision Of Love - 3:31
3. Without You - 3:35
4. Always Be My Baby - 4:18
5. My All - 3:50
6. How Much (feat. Usher) - 3:30
7. Dreamlover - 3:54
8. Thank God I Found You - 5:09
9. The Roof - 5:14
10. One Sweet Day (feat. Boyz II Men) - 4:41
11. Anytime You Need A Friend - 4:26
12. I'll Be There (feat. Trey Lorenz) - 4:43
13. I Still Believe - 3:54
14. Reflections - 3:23
15. Open Arms - 3:30
16. Against All Odds (feat. Westlife) - 3:25
17. Endless Love (feat. Luther Vandross) - 4:18
18. All I Want For Christmas (Bonus Track) - 4:01